# Schwarzweißhäherling
Der Schwarzweißhäherling (Garrulax bicolor) ist ein 24 bis 28 Zentimeter großer Vertreter der Familie der Häherlinge, welcher endemisch auf der Insel Sumatra beheimatet ist.

## Aussehen
Der Schwarzweißhäherling hat einen weißen Kopf und einen weißen Halsbereich. Um die Augenpartie ist ein nach hinten schmaler werdender, schwarzer Streif. Die Flügeldecken sind kastanienbraun. Der restliche Körper ist schwarz. Zwischen Männchen und Weibchen herrscht kein optischer Unterschied.   

## Verbreitung, Lebensraum und Lebensweise
Diese Vogelart kommt ausschließlich im Westen der Insel Sumatra vor. Er bewohnt das Unterholz des Tropischen Regenwaldes.
Er ernährt sich von Insekten, deren Larven, Spinnen, Weichtieren, Beeren und gelegentlich auch von Eidechsen und Nestlingen anderer Vogelarten.

## Gefährdung und Schutzmaßnahmen
Da der Schwarzweißhäherling durch Lebensraumverlust und illegalen Vogelhandel bedroht ist, stuft die IUCN ihn als stark gefährdet ein.